# Kommandant der Seeverteidigung

Kraftfahrzeugstander eines Seekommandanten

Ein Kommandant der Seeverteidigung, kurz Seekommandant (SeeKo), war ein regionaler Küstenbefehlshaber der deutschen Kriegsmarine im Zweiten Weltkrieg. Die Seekommandanten waren regelmäßig Offiziere im Dienstgrad eines Konteradmirals oder eines Kapitäns zur See. In einigen Fällen wurden Offiziere in den Dienstgraden Korvettenkapitän und Fregattenkapitän als Seekommandant eingesetzt. Sie unterstanden den Bereichsbefehlshabern für das jeweilige Einsatzgebiet.
Den Seekommandanten unterstanden Hafenschutzboote, Werkstattschiffe und Landeinrichtungen der Marine einschließlich der Hafenkommandanturen in ihrem Verantwortungsbereich. So unterstanden beispielsweise dem Seekommandanten Elbe-Weser, Konteradmiral Rolf Johannesson, in den letzten Kriegsmonaten die vier Abschnitte Helgoland, Wesermünde-Bremerhaven, Cuxhaven und Brunsbüttel, deren Kommandanten im Februar 1945 zu Festungskommandanten ernannt wurden. Einige der Seekommandanturen im deutschen Reichsgebiet wurden nach Kriegsende von den Alliierten noch für einige Zeit mit administrativen Aufgaben zur Auflösung der Kriegsmarine betraut, bevor sie aufgelöst wurden.

## Seekommandanturen
Entsprechend den großen Küstenlängen, die im Laufe des Krieges von Deutschland zeitweise besetzt wurden, entstand eine große Zahl von Seekommandanturen. Während in den besetzten Gebieten bereits ab Frühjahr 1940 Kommandanten der Seeverteidigung eingerichtet wurden, geschah das in den deutschen Küstengewässern erst im November 1944.

### Seekommandanten im Reichsgebiet ab 1944
Nordsee
- Kommandant der Seeverteidigung Ostfriesland[5] (November 1944 bis Kriegsende) beim Admiral Deutsche Bucht
- Kommandant der Seeverteidigung Elbe-Weser[5] (November 1944 bis Kriegsende) beim Admiral Deutsche Bucht
- Kommandant der Seeverteidigung Nordfriesland[5] (November 1944 bis Kriegsende) beim Admiral Deutsche Bucht

Ostsee
- Kommandant der Seeverteidigung Schleswig-Holstein und Mecklenburg[5] (November 1944 bis Kriegsende) beim Admiral westliche Ostsee
- Kommandant der Seeverteidigung Pommern[5] (November 1944 bis Kriegsende) beim Admiral westliche Ostsee
- Kommandant der Seeverteidigung Ost- und Westpreußen,[5] später in Kommandant der Seeverteidigung Ostpreußen und Kommandant der Seeverteidigung Westpreußen aufgeteilt (Dezember 1944 bis Kriegsende) beim Admiral östliche Ostsee
- Kommandant der Seeverteidigung Mecklenburg (geplant, kam kurz vor Kriegsende nicht mehr zur Einrichtung) beim Admiral westliche Ostsee

### Seekommandanten in den besetzten Gebieten im Ostseeraum 1941 bis 1945
- Kommandant der Seeverteidigung Libau,[5] ehemaliger Kommandant der Seeverteidigung O, später Kommandant der Seeverteidigung Lettland (April 1941 bis Kriegsende) beim Admiral östliche Ostsee
- Kommandant der Seeverteidigung Riga,[5] ehemaliger Kommandant der Seeverteidigung P (Mai 1941 bis November 1944)
- Kommandant der Seeverteidigung Reval,[5] ehemaliger Kommandant der Seeverteidigung Q, später Kommandant der Seeverteidigung Estland und Kommandant der Seeverteidigung der Baltischen Inseln (April 1941 bis Dezember 1944) beim Admiral östliche Ostsee
- Kommandant der Seeverteidigung R (Leningrad)[5] (Juli 1941 bis Februar 1944) beim Admiral Ostland

### Seekommandanten in Dänemark ab 1944
- Kommandant der Seeverteidigung dänische Inseln[5] (April 1944 bis Kriegsende) beim Admiral Skagerrak
- Kommandant der Seeverteidigung Nordjütland[5] (April 1944 bis Kriegsende) beim Admiral Skagerrak
- Kommandant der Seeverteidigung Südjütland[5] (April 1944 bis Kriegsende) beim Admiral Skagerrak

### Seekommandanten in Norwegen ab 1940
Auflistung in Nord-Süd-Richtung
- Kommandant der Seeverteidigung Kirkenes[5] aus Teilbereichen des Kommandanten der Seeverteidigung Tromsö beim Admiral der norwegischen Polarküste gebildet (März 1941 bis Dezember 1944)
- Kommandant der Seeverteidigung Hammerfest[5] aus Teilbereichen des Kommandanten der Seeverteidigung Tromsö beim Admiral der norwegischen Polarküste gebildet (März 1942 bis Januar 1945)
- Kommandant der Seeverteidigung Tromsö,[5] ehemals Kommandant der Seeverteidigung Polarküste (Juli 1940 bis Kriegsende)
- Kommandant der Seeverteidigung Harstad[5] aus Teilbereichen des Kommandanten der Seeverteidigung Narvik und des Kommandanten der Seeverteidigung Tromsö (Januar 1945 bis Kriegsende) beim Admiral der norwegischen Polarküste gebildet
- Kommandant der Seeverteidigung Narvik[5] (Juni 1940 bis Kriegsende)
- Kommandant der Seeverteidigung Sandnessjöen[5] (Juli 1940 bis Kriegsende)
- Kommandant der Seeverteidigung Drontheim[5] (Juni 1940 bis Kriegsende)
- Kommandant der Seeverteidigung Molde[5] (April 1940 bis Kriegsende)
- Kommandant der Seeverteidigung Bergen[5] (April 1940 bis Kriegsende)
- Kommandant der Seeverteidigung Stavanger[5] (Mai 1940 bis Kriegsende)
- Kommandant der Seeverteidigung Kristiansand-Süd[5] (April 1940 bis Kriegsende)
- Kommandant der Seeverteidigung Oslofjord,[5] ehemals Kommandant der Seeverteidigung Oslo (Mai 1940 bis Kriegsende) und direkt beim Marineoberkommando Norwegen

### Seekommandanten in den Niederlanden ab 1940
- Kommandant der Seeverteidigung von Nordholland[5] (Juni 1940 bis Kriegsende) beim Admiral Niederlande
- Kommandant der Seeverteidigung von Mittelholland[5] (November 1944 bis Kriegsende) beim Admiral Niederlande
- Kommandant der Seeverteidigung von Südholland[5] (Juni 1940 bis November 1944) beim Admiral Niederlande

### Seekommandanten in Belgien und an der französischen Kanalküste ab 1940
In diesem Bereich wurden ab 1940 zahlreiche Kommandanten der Seeverteidigung eingesetzt, die teilweise nur kurze Zeit bestanden und mehrfach reorganisiert wurden. Insgesamt bestanden folgende Seekommandanturen:
- Kommandant der Seeverteidigung Boulogne (Februar 1941 bis Dezember 1941), auch Hafenkommandant Boulogne, später unter dem Kommandanten der Seeverteidigung Pas de Calais zusammengefasst
- Kommandant der Seeverteidigung Calais (Februar 1941 bis Dezember 1941), auch Hafenkommandant Calais, später unter dem Kommandanten der Seeverteidigung Pas de Calais zusammengefasst
- Kommandant der Seeverteidigung Cherbourg/Normandie (Juli 1940 bis Februar 1941, dann in Marineartilleriekommandeur Normandie und Seekommandant Cherbourg geteilt, beide Dienststellen im Dezember 1941 aufgelöst und Teile anschließend zum Kommandant der Seeverteidigung Normandie) beim Admiral Kanalküste
- Kommandant der Seeverteidigung Dünkirchen (Februar 1941 bis Dezember 1941), auch Hafenkommandant Dünkirchen, später unter dem Kommandanten der Seeverteidigung Pas de Calais zusammengefasst
- Kommandant der Seeverteidigung Flandern[5] (Juli 1940 bis Februar 1941, dann bis September 1941 Marineartilleriekommandeur Flandern) beim Admiral Kanalküste
- Kommandant der Seeverteidigung Kanalinseln[5] (Juli 1942 bis Kriegsende)
- Kommandant der Seeverteidigung Le Havre (Februar 1941 bis Dezember 1941) beim Admiral Kanalküste, ehemals Kommandant der Seeverteidigung Seine-Somme
- Kommandant der Seeverteidigung Normandie[5] (im Dezember 1941 aus Marineartilleriekommandeur Normandie und Seekommandant Cherbourg aufgestellt, bis August 1944) beim Admiral Kanalküste
- Kommandant der Seeverteidigung Ostende, später unter dem Kommandanten der Seeverteidigung Pas de Calais zusammengefasst
- Kommandant der Seeverteidigung Pas de Calais[5] (Juli 1940 bis Februar 1941, dann in Marinekommandant Pas de Calais und Kommandant der Seeverteidigung Pas de Calais aufgeteilt, im Dezember 1941 neu als Kommandant der Seeverteidigung Pas de Calais aufgestellt, bis Oktober 1944) beim Admiral Kanalküste
- Kommandant der Seeverteidigung Seine-Somme[5] (August 1940 bis Februar 1941, dann in Marineartilleriekommandeur Seine-Somme und Kommandant der Seeverteidigung Le Havre aufgeteilt, von Dezember 1941 bis September 1944 wieder Kommandant der Seeverteidigung Seine-Somme) beim Admiral Kanalküste

### Seekommandanten an der französischen Westküste ab 1940
- Kommandant der Seeverteidigung der Bretagne (im Juli 1940 als Kommandant der Seeverteidigung Brest aufgestellt und im Dezember 1940 umbenannt)
- Kommandant der Seeverteidigung Loire-Gironde
- Kommandant der Seeverteidigung Gascogne

### Seekommandanten an der französischen Südküste ab 1942
- Kommandant der Seeverteidigung Toulon (kurzzeitig Ende 1942)
- Kommandant der Seeverteidigung Languedoc
- Kommandant der Seeverteidigung französische Riviera

### Weitere Seekommandanten
Neben den u. g. Kommandanten der Seeverteidigung existierten noch folgende weitere:
- unter dem Admiral Adria:
  - Kommandant der Seeverteidigung Albanien
  - Kommandant der Seeverteidigung Dalmatien, später Kommandant der Seeverteidigung Süddalmatien und Kommandant der Seeverteidigung Norddalmatien
  - Kommandant der Seeverteidigung Nordadria, später Kommandant der Seeverteidigung Istrien
- unter dem Admiral Ägäis:
  - Kommandant der Seeverteidigung Dodekanes
  - Kommandant der Seeverteidigung Lemnos
  - Kommandant der Seeverteidigung Peloponnes
  - Kommandant der Seeverteidigung N, später Kommandant der Seeverteidigung Saloniki
  - Kommandant der Seeverteidigung Nordgriechenland
  - Kommandant der Seeverteidigung Westgriechenland
  - Kommandant der Seeverteidigung S, später Kommandant der Seeverteidigung Kreta
  - Kommandant der Seeverteidigung Volos, ehemals Kommandant der Seeverteidigung L, später Kommandant der Seeverteidigung Attika
- unter dem Admiral Schwarzes Meer:
  - Kommandant der Seeverteidigung U, vorgesehen als Kommandant der Seeverteidigung Kaspisches Meer, später Kommandant der Seeverteidigung Krim
  - Kommandant der Seeverteidigung V, später Kommandant der Seeverteidigung Ukraine (bis Dezember 1942)
  - Kommandant der Seeverteidigung W, später Kommandant der Seeverteidigung Kaukasus, Kommandant der Seeverteidigung Ostkrim, Kommandant der Seeverteidigung Ukraine und Kommandant der Seeverteidigung Rumänien
  - Kommandant der Seeverteidigung X, später Kommandant der Seeverteidigung Westkrim
- unter dem Marineoberkommando Süd:
  - Kommandant der Seeverteidigung Westadria (ab Januar 1945)
  - Kommandant der Seeverteidigung Nordadria (ab Januar 1945)
- Kommandant der Seeverteidigung L: später Kommandant der Seeverteidigung Volos
- Kommandant der Seeverteidigung T (vorgesehen für Murmansk, aber doch nicht außer einem Stab aufgestellt, Juni 1941 bis Dezember 1942)[6] beim Admiral der norwegischen Polarküste

## Organisation

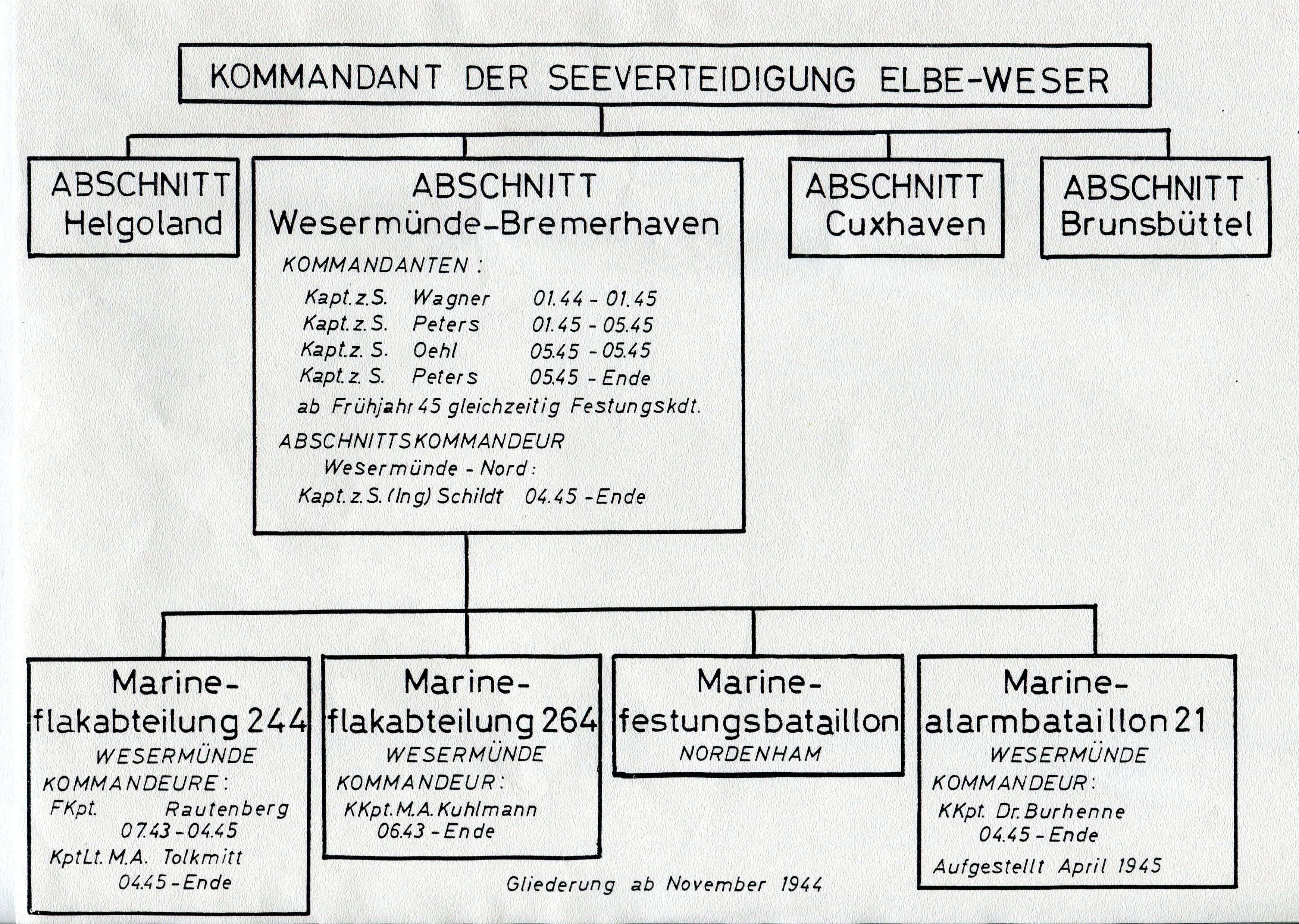
Organisation der Seekommandantur Elbe-Weser (1944)

Grundsätzlich waren die Kommandanten der Seeverteidigung Zwischenvorgesetzte zwischen den Marinebefehlshabern und später den Kommandierenden Admiralen und den nachgeordneten Abteilungen, Kommandanturen und sonstigen Dienststellen.

### Abschnitte
In sehr großen Seekommandanturen gab es eine weitere Zwischenebene. Sie waren in Abschnitte aufgeteilt, deren Kommandeur als Kommandant im Abschnitt bezeichnet wurde und Vorgesetzter von Abteilungen und Kommandanturen war.

### Hafenverantwortliche
Zu den Aufgaben der Seekommandanten gehörte der Betrieb der militärischen und zivilen Häfen in ihrem Verantwortungsbereich. Grundsätzlich mussten in militärisch genutzten Seehäfen alle nautischen Bewegungen erfasst und koordiniert durchgeführt werden. Dies betraf sowohl den militärischen als auch die zivilen Schiffsverkehr im Hafenbereich. Hierfür wurden die Posten der Hafenkapitäne und -kommandanten eingerichtet und durch die Marine besetzt. Das traf für die besetzten Gebiete und teilweise für die deutsche Nord- und Ostseeküste zu. So wurden z. B. militärische Hafenkapitäne für Emden, Helgoland, Kiel und Travemünde eingerichtet und dem jeweiligen Bereichsbefehlshaber unterstellt. Zusätzlich wurde meist eine Hafenüberwachungsstelle eingerichtet.

#### Hafenkapitän
Der Hafenkapitän (Haka) war in Friedenszeiten Zivilist, wohingegen der Hafenkommandant meist ein Offizier war. Dieser Posten war grundsätzlich für kleinere Kriegshäfen vorgesehen, wurde aber z. T. bei größeren Häfen synonym für den Posten des Hafenkommandanten verwendet. Der Posten wurde meist von einem Kapitänleutnant oder Korvettenkapitän besetzt.

#### Hafenkommandant
Für größere Häfen wurde ein Hafenkommandant (Hako) eingesetzt. Dieser war dem Hafenkapitän übergeordnet. Der Hafenkommandant hatte einen kleinen Stab. Folgende Organisation bestand standardmäßig:
- Hafenkommandant
- Hafenkapitän
- 1 Ingenieuroffizier
- Unterstab von 30 seemännischen und technischen Unteroffizieren
- 200 Mann

Der Hafenkommandant konnte zusätzlich die Aufgabe des Hafenkapitäns innehaben. Der Hafenkommandant hatte meist den Dienstgrad eines Korvettenkapitäns.

### Hafenschutzflottille

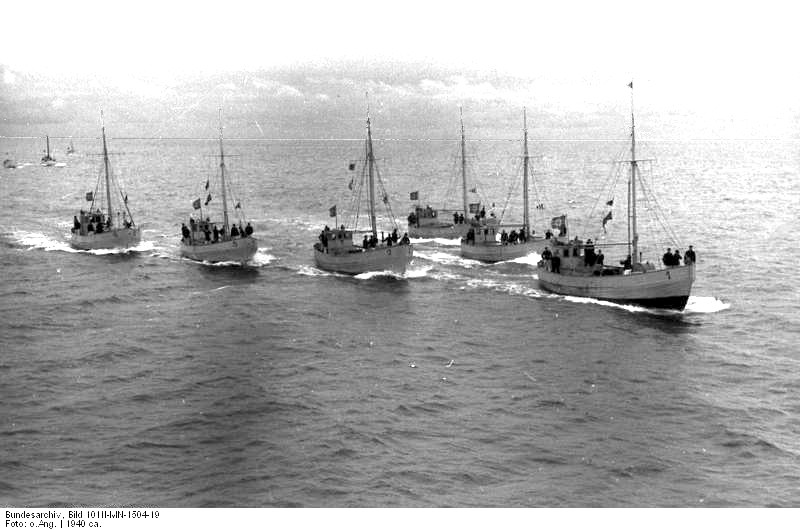
Eine Hafenschutzflottille bestehend aus ehemaligen Loggern (Kleinsegelschiffe) auf See, vermutlich Dänemark, ca. 1940

Zur Sicherung der Häfen wurden kleine zivile Fahrzeuge in Hafenschutzflottillen zusammengefasst. Diese Flottillen bestanden meist aus leichtbewaffneten ehemaligen Fischerbooten (Kriegsfischkutter), welche nur bedingt seetauglich waren. Der Chef einer Hafenschutzflottille hatte meist den Dienstgrad eines Kapitänleutnants oder Korvettenkapitäns.

### Inselkommandant
Für die Verteidigung von Inseln wurden Inselkommandanten eingesetzt. Sie waren häufig in Personalunion Kommandeure von auf der jeweiligen Insel stationierten Marineartillerieverbänden und wurden meist von Personen im Dienstgrad eines Fregatten- oder Korvettenkapitäns besetzt.

#### Inselkommandant Bornholm
Ein lange bestehende, bedeutende Dienststelle war der Inselkommandant Bornholm. Dieser bestand von Oktober 1940 bis Kriegsende, erst beim Marinebefehlshaber Dänemark und letztendlich beim Kommandierenden Admiral westlicher Ostsee. Dieser Inselkommandant wurde regulär mit einem Kommandanten im Dienstgrad eines Kapitäns zur See besetzt.
Inselkommandanten
- Kapitän zur See Georg West: von Oktober 1940 bis Mai 1941
- Kapitän zur See Hans Köhler: von Mai 1941 bis Oktober 1942
- Kapitän zur See Eduard Rabe: von Oktober 1942 bis August 1943
- Kapitän zur See Joachim von Rosenberg: von August 1943 bis Juli 1944
- Fregattenkapitän z. V. Robert Moraht: von Juli 1944 bis April 1945
- Kapitän zur See Gerhard von Kamptz: April/Mai 1945

#### Inselkommandant Rügen-Hiddensee
Der Kommandant im Abschnitt Rügen-Hiddensee beim Küstenbefehlshaber Pommern war ab September 1939 zugleich Inselkommandant Rügen mit Sitz in Sassnitz. Der Inselkommandant war zugleich bis August 1941 Kommandant der 13. Schiffstammabteilung.
Inselkommandanten
- Fregattenkapitän/Kapitän zur See Heinrich Rollmann: von August 1939 bis November 1939
- Kapitän zur See Wilibald Schmidt: von November 1939 bis August 1941
- Konteradmiral z. V. Georg Kleine: von Oktober 1941 bis Juli 1943
- unbekannt
- Kapitän zur See Friedrich Schmolling: von August 1943 bis Oktober 1944
- Kapitän zur See Eberhard Heinichen: von November 1944 bis Februar 1945
- Kapitän zur See Karl Jeck: März/April 1945

#### Inselkommandant Île de Groix
So war zum Beispiel im Bereich des der Inselkommandant Île de Groix gleichzeitig Kommandeur der Leichten Marineartillerieabteilung 681. Der Inselkommandant war ab April/Mai 1942 besetzt. Er war dem Kommandant der Seeverteidigung der Bretagne unterstellt. 
Inselkommandanten
Von der Einrichtung bis Januar 1943 war Korvettenkapitän M. A. d. R. Josef Schwägerl in dieser Position, anschließend bis zur Auflösung Korvettenkapitän M. A. d. R./Fregattenkapitän M. A. d. R. Georg Hillenbrand.
Inselkommandant Belle-Île
Die Belle-Île wurde im April 1942 besetzt und war dem Kommandant der Seeverteidigung der Bretagne unterstellt. Ab April 1943 waren die Inselkommandanten zugleich Kommandanten des 1. Marine-Artillerie-Regiments.
Inselkommandanten
- Kapitän zur See Heinrich Rollmann: von April 1942 bis Oktober 1943
- Korvettenkapitän d. R. Hans Sujata: von Oktober 1943 bis Februar 1944 in Vertretung
- Kapitän zur See Wolfgang von Beckerath: von Februar 1944 bis Kriegsende

#### Inselkommandant Föhr, Inselkommandant Amrum und Inselkommandant Pellworm
Der Inselkommandant Föhr, welcher erst im Januar 1945 aufgestellt worden war und gleichzeitig Kommandeur der 22. Marineersatzabteilung war, unterstand nicht dem Seekommandanten Nordfriesland direkt, sondern dem diesem unterstellten Kommandanten im Abschnitt Sylt. In diesen Abschnitt fiel auch der Inselkommandant Amrum. Der Inselkommandant Pellworm war hingegen dem Abschnitt Friedrichstadt beim Seekommandanten Nordfriesland zugeordnet.

### Festungskommandant
Zusätzlich zu den anderen Organisationseinheiten existierten an besonders festgelegten Orten mit Seezugang Festungskommandanten, welche z. B. für den Stellungsbau dem Heer und wegen der Verteidigung der Seefront der Kriegsmarine unterstellt waren. So war der Festungskommandant Gotenhafen Anfang Januar 1945 dem Stellvertretenden Kommandierenden General des IX. Armeekorps unterstellt. Festungskommandanten befanden sich z. B. auch in Dünkirchen, für die Kanalinseln oder in Gironde-Nord.